# Lista siturilor arheologice din județul Caraș-Severin - M
Lista siturilor arheologice din județul Caraș-Severin - M conține toate siturile arheologice din județul Caraș-Severin înscrise în Repertoriul Arheologic Național (RAN) și aflate în localități al căror nume începe cu litera M. RAN este administrat de Ministerul Culturii și Patrimoniului Național și cuprinde date științifice, cartografice, topografice, imagini și planuri, precum și orice alte informații privitoare la zonele cu potențial arheologic, studiate sau nu, încă existente sau dispărute.
Puteți căuta un sit din localitățile care încep cu litera M folosind formularul de mai jos sau puteți naviga prin toate siturile din județ la Lista siturilor arheologice din județul Caraș-Severin.
| Cod RAN                                  | Denumire | Localitate                                             | Adresă                          | Datare                  | Descoperit | Coordonate                                    | Imagine           | Erori            |
| ---------------------------------------- | --- | ------------------------------------------------------ | ------------------------------- | ----------------------- | ---------- | --------------------------------------------- | ----------------- | ---------------- |
| 53283.01.01 (Cod LMI: CS-I-m-B-10851.02) | Ruinele castrului roman de la Mehadia - "La Zidine" / ansamblu Praetorium (Categorie: locuire militară) (Tip: Castru)                           | sat Mehadia, comuna Mehadia                            | Zidine                          | romană sec. II - IV     |            | 44°54′15″N 22°21′57″E / 44.90417°N 22.36583°E | Încărcați imagine | Raportați eroare |
| 53283.01.02 (Cod LMI: CS-I-m-B-10851.01) | Ruinele castrului roman de la Mehadia - "La Zidine" / ansamblu anonim (Categorie: locuire militară) (Tip: Vicus)                                | sat Mehadia, comuna Mehadia                            | Zidine                          | romană                  |            | 44°54′15″N 22°21′57″E / 44.90417°N 22.36583°E | Încărcați imagine | Raportați eroare |
| 53283.07.01 (Cod LMI: CS-I-s-B-10852)    | Necropola medievală de la Mehadia - "Valea Bolovașniței" / ansamblu anonim (Categorie: descoperire funerară) (Tip: Necropolă)                   | sat Mehadia, comuna Mehadia                            | Valea Bolovașniței              | sec. XI-XIII            |            |                                               | Încărcați imagine | Raportați eroare |
| 53283.03.01 (Cod LMI: CS-I-s-A-10853)    | Fortificația medievală de la Mehadia / ansamblu anonim (Categorie: fortificație) (Tip: Fortificație)                                            | sat Mehadia, comuna Mehadia                            |                                 | sec. XIV - XV           |            | 44°54′21″N 22°21′46″E / 44.90583°N 22.36278°E | Încărcați imagine | Raportați eroare |
| 53283.04.01 (Cod LMI: CS-I-s-A-10854)    | Situl arheologic de la Mehadia - "Dealul Grad" / ansamblu castrum Chaak (Categorie: locuire civilă) (Tip: Cetate)                               | sat Mehadia, comuna Mehadia                            | Dealul Grad                     | sec. XIII - XIV         |            | 44°55′20″N 22°21′07″E / 44.92222°N 22.35194°E | Încărcați imagine | Raportați eroare |
| 53283.04.02 (Cod LMI: CS-I-s-A-10854)    | Situl arheologic de la Mehadia - "Dealul Grad" / ansamblu anonim (Categorie: locuire civilă) (Tip: Așezare)                                     | sat Mehadia, comuna Mehadia                            | Dealul Grad                     | Coțofeni                |            | 44°55′20″N 22°21′07″E / 44.92222°N 22.35194°E | Încărcați imagine | Raportați eroare |
| 53283.05.01 (Cod LMI: CS-I-m-B-10855.01) | Situl arheologic de la Mehadia - "Ulici" / ansamblu anonim (Categorie: construcție de cult) (Tip: Biserică)                                     | sat Mehadia, comuna Mehadia                            | Ulici                           | sec. XIII - XIV         |            |                                               | Încărcați imagine | Raportați eroare |
| 53283.05.02 (Cod LMI: CS-I-m-B-10855.02) | Situl arheologic de la Mehadia - "Ulici" / ansamblu anonim (Categorie: construcție de cult) (Tip: Vatra satului)                                | sat Mehadia, comuna Mehadia                            | Ulici                           | sec. XIII - XIV         |            |                                               | Încărcați imagine | Raportați eroare |
| 53283.05.03 (Cod LMI: CS-I-s-B-10855)    | Situl arheologic de la Mehadia - "Ulici" / ansamblu anonim (Categorie: construcție de cult) (Tip: Necropolă)                                    | sat Mehadia, comuna Mehadia                            | Ulici                           | X-XI                    |            |                                               | Încărcați imagine | Raportați eroare |
| 53283.06.01 (Cod LMI: CS-I-s-B-10856)    | Așezarea eneolitică de la Mehadia - "Cioaca Mică" / ansamblu anonim (Categorie: locuire civilă) (Tip: Așezare)                                  | sat Mehadia, comuna Mehadia                            | Cioaca Mică                     |                         |            |                                               | Încărcați imagine | Raportați eroare |
| 51065.01.01 (Cod LMI: CS-I-m-B-10857.02) | Situl arheologic de la Moldova Nouă- Săliște / ansamblu anonim (Categorie: locuire) (Tip: Necropolă)                                            | oraș Moldova Nouă                                      | Săliște                         | romană sec. II - III    |            |                                               | Încărcați imagine | Raportați eroare |
| 51065.01.02 (Cod LMI: CS-I-m-B-10857.01) | Situl arheologic de la Moldova Nouă- Săliște / ansamblu anonim (Categorie: locuire) (Tip: Așezare)                                              | oraș Moldova Nouă                                      | Săliște                         | sec. IX-X               |            |                                               | Încărcați imagine | Raportați eroare |
| 51065.01.03 (Cod LMI: CS-I-s-B-10857)    | Situl arheologic de la Moldova Nouă- Săliște / ansamblu anonim (Categorie: locuire) (Tip: Așezare)                                              | oraș Moldova Nouă                                      | Săliște                         |                         |            |                                               | Încărcați imagine | Raportați eroare |
| 51065.02.02 (Cod LMI: CS-I-s-B-10858)    | Situl arheologic de la Moldova Nouă - "Ogașul Băieșului" / ansamblu Așezare romană minieră (Categorie: locuire civilă) (Tip: Vicus)             | oraș Moldova Nouă                                      | Ogașul Băieșului                | romană sec. II - III    |            |                                               | Încărcați imagine | Raportați eroare |
| 51065.02.01 (Cod LMI: CS-I-s-B-10858)    | Situl arheologic de la Moldova Nouă - "Ogașul Băieșului" / ansamblu anonim (Categorie: locuire civilă) (Tip: Mină)                              | oraș Moldova Nouă                                      | Ogașul Băieșului                |                         |            |                                               | Încărcați imagine | Raportați eroare |
| 51065.02.03 (Cod LMI: CS-I-s-B-10858)    | Situl arheologic de la Moldova Nouă - "Ogașul Băieșului" / ansamblu anonim (Categorie: locuire civilă) (Tip: Mină)                              | oraș Moldova Nouă                                      | Ogașul Băieșului                |                         |            |                                               | Încărcați imagine | Raportați eroare |
| 51065.02.04 (Cod LMI: CS-I-s-B-10858)    | Situl arheologic de la Moldova Nouă - "Ogașul Băieșului" / ansamblu anonim (Categorie: locuire civilă) (Tip: Mină)                              | oraș Moldova Nouă                                      | Ogașul Băieșului                |                         |            |                                               | Încărcați imagine | Raportați eroare |
| 51065.02.05 (Cod LMI: CS-I-s-B-10858)    | Situl arheologic de la Moldova Nouă - "Ogașul Băieșului" / ansamblu anonim (Categorie: locuire civilă) (Tip: Mină)                              | oraș Moldova Nouă                                      | Ogașul Băieșului                |                         |            |                                               | Încărcați imagine | Raportați eroare |
| 51065.03.01 (Cod LMI: CS-I-m-B-10858.07) | Situl arheologic de la Moldova Nouă - "Ostrovul Decebal" / ansamblu anonim (Categorie: locuire civilă) (Tip: Așezare)                           | oraș Moldova Nouă                                      | Ostrovul Decebal                |                         |            |                                               | Încărcați imagine | Raportați eroare |
| 51065.03.02 (Cod LMI: CS-I-m-B-10858.05) | Situl arheologic de la Moldova Nouă - "Ostrovul Decebal" / ansamblu anonim (Categorie: locuire civilă) (Tip: Așezare)                           | oraș Moldova Nouă                                      | Ostrovul Decebal                |                         |            |                                               | Încărcați imagine | Raportați eroare |
| 51065.03.03 (Cod LMI: CS-I-m-B-10858.06) | Situl arheologic de la Moldova Nouă - "Ostrovul Decebal" / ansamblu anonim (Categorie: locuire civilă) (Tip: Necropolă)                         | oraș Moldova Nouă                                      | Ostrovul Decebal                |                         |            |                                               | Încărcați imagine | Raportați eroare |
| 51065.03.04 (Cod LMI: CS-I-m-B-10858.04) | Situl arheologic de la Moldova Nouă - "Ostrovul Decebal" / ansamblu anonim (Categorie: locuire civilă) (Tip: Așezare)                           | oraș Moldova Nouă                                      | Ostrovul Decebal                | geto-dacică             |            |                                               | Încărcați imagine | Raportați eroare |
| 51065.03.05 (Cod LMI: CS-I-m-B-10858.01) | Situl arheologic de la Moldova Nouă - "Ostrovul Decebal" / ansamblu anonim (Categorie: locuire civilă) (Tip: Așezare)                           | oraș Moldova Nouă                                      | Ostrovul Decebal                |                         |            |                                               | Încărcați imagine | Raportați eroare |
| 51065.03.06 (Cod LMI: CS-I-m-B-10858.03) | Situl arheologic de la Moldova Nouă - "Ostrovul Decebal" / ansamblu anonim (Categorie: locuire civilă) (Tip: Așezare)                           | oraș Moldova Nouă                                      | Ostrovul Decebal                |                         |            |                                               | Încărcați imagine | Raportați eroare |
| 51065.04.01 (Cod LMI: CS-I-m-B-10859.01) | Situl arheologic de la Moldova Nouă - "Rât" / ansamblu anonim (Categorie: locuire civilă) (Tip: Așezare)                                        | oraș Moldova Nouă                                      | Rât                             |                         |            |                                               | Încărcați imagine | Raportați eroare |
| 51065.04.02 (Cod LMI: CS-I-m-B-10859.02) | Situl arheologic de la Moldova Nouă - "Rât" / ansamblu anonim (Categorie: locuire civilă) (Tip: Așezare)                                        | oraș Moldova Nouă                                      | Rât                             | sec. VII - VIII         |            |                                               | Încărcați imagine | Raportați eroare |
| 51065.05.01 (Cod LMI: CS-I-m-B-10859.02) | Situl arheologic de la Moldova Nouă - "Vinograda" / ansamblu anonim (Categorie: locuire civilă) (Tip: Așezare)                                  | oraș Moldova Nouă                                      | Vinograda-Vlaskicraj            | romană sec. III - IV    |            |                                               | Încărcați imagine | Raportați eroare |
| 51065.05.02 (Cod LMI: CS-I-m-B-10859.01) | Situl arheologic de la Moldova Nouă - "Vinograda" / ansamblu anonim (Categorie: locuire civilă) (Tip: Așezare)                                  | oraș Moldova Nouă                                      | Vinograda-Vlaskicraj            | sec. IX-X               |            |                                               | Încărcați imagine | Raportați eroare |
| 51065.06.01 (Cod LMI: CS-I-s-B-10861)    | Locuire preistorică de la Moldova Nouă - "Valea Mare" / ansamblu anonim (Categorie: locuire civilă) (Tip: Locuire)                              | oraș Moldova Nouă                                      | Valea Mare                      |                         |            |                                               | Încărcați imagine | Raportați eroare |
| 53121.01.01                              | Ruinele mănăstirii medievale de la Moceriș - "Țârcovița" / ansamblu anonim (Categorie: structură de cult/religioasă) (Tip: Mănăstire)           | sat Moceriș, comuna Lăpușnicu Mare                     | Țârcovița                       |                         | 2001       | 44°50′00″N 21°46′00″E / 44.83333°N 21.76667°E | Încărcați imagine | Raportați eroare |
| 51065.07.01                              | Biserica Sfinții Arhangheli de la Moldova Nouă / ansamblu anonim (Categorie: structură de cult/religioasă) (Tip: Biserică)                      | oraș Moldova Nouă                                      |                                 | Sec. XVI                |            |                                               | Încărcați imagine | Raportați eroare |
| 53283.02.01                              | Fortul de epocă modernă de la Mehadia - Băcășneț / ansamblu anonim (Categorie: construcție defensivă) (Tip: Fortificație)                       | sat Mehadia, comuna Mehadia                            | Băcășneț                        |                         |            |                                               | Încărcați imagine | Raportați eroare |
| 53121.02.01                              | Situl arheologic de la Moceriș-Dealul Gruni / ansamblu anonim (Categorie: descoperire funerară) (Tip: Necropolă)                                | sat Moceriș, comuna Lăpușnicu Mare                     | Dealul Gruni                    |                         |            |                                               | Încărcați imagine | Raportați eroare |
| 53121.02.02                              | Situl arheologic de la Moceriș-Dealul Gruni / ansamblu anonim (Categorie: descoperire funerară) (Tip: Locuire)                                  | sat Moceriș, comuna Lăpușnicu Mare                     | Dealul Gruni                    | Coțofeni                |            |                                               | Încărcați imagine | Raportați eroare |
| 53121.02.03                              | Situl arheologic de la Moceriș-Dealul Gruni / ansamblu anonim (Categorie: descoperire funerară) (Tip: curte cnezială)                           | sat Moceriș, comuna Lăpușnicu Mare                     | Dealul Gruni                    | sec. XV                 |            |                                               | Încărcați imagine | Raportați eroare |
| 52008.01.01                              | Situl arheologic de la Macoviște / ansamblu anonim (Categorie: locuire) (Tip: Așezare)                                                          | sat Macoviște, comuna Ciuchici                         |                                 |                         |            |                                               | Încărcați imagine | Raportați eroare |
| 52008.01.02                              | Situl arheologic de la Macoviște / ansamblu anonim (Categorie: locuire) (Tip: Așezare)                                                          | sat Macoviște, comuna Ciuchici                         |                                 | sec. III-IV             |            |                                               | Încărcați imagine | Raportați eroare |
| 53229.01.01                              | Mansio roman de la Marga / ansamblu anonim (Categorie: construcție) (Tip: mansio)                                                               | sat Marga, comuna Marga                                |                                 | romană                  |            |                                               | Încărcați imagine | Raportați eroare |
| 51074.01.01                              | Așezarea neolitică de la Măcești / ansamblu anonim (Categorie: locuire) (Tip: Așezare)                                                          | localitate componentă Măcești, oraș Moldova Nouă       |                                 | Starčevo - Criș         | 1967       |                                               | Încărcați imagine | Raportați eroare |
| 51074.02.01                              | Necropola hallstattiană de la Măcești - Gomilă / ansamblu anonim (Categorie: descoperire funerară) (Tip: movile funerare)                       | localitate componentă Măcești, oraș Moldova Nouă       | Gomilă                          |                         |            |                                               | Încărcați imagine | Raportați eroare |
| 51074.03.01                              | Așezarea daco-romană de la Măcești / ansamblu anonim (Categorie: locuire) (Tip: Așezare)                                                        | localitate componentă Măcești, oraș Moldova Nouă       |                                 | III-IV                  |            |                                               | Încărcați imagine | Raportați eroare |
| 54644.02.01                              | Apeductul roman de la Măru- Pripoane / ansamblu anonim (Categorie: apeduct) (Tip: Apeduct)                                                      | sat Măru, comuna Zăvoi                                 | Pripoane                        | romană                  |            |                                               | Încărcați imagine | Raportați eroare |
| 53256.01.01                              | Situl arheologic de la Măureni / ansamblu anonim (Categorie: locuire) (Tip: Așezare)                                                            | sat Măureni, comuna Măureni                            |                                 | Tiszapolgár             |            |                                               | Încărcați imagine | Raportați eroare |
| 53256.01.02                              | Situl arheologic de la Măureni / ansamblu anonim (Categorie: locuire) (Tip: Așezare)                                                            | sat Măureni, comuna Măureni                            |                                 | daco-romană sec. III-IV |            |                                               | Încărcați imagine | Raportați eroare |
| 51902.01.01                              | Situl arheologic de la Mâtnicu Mare / ansamblu anonim (Categorie: locuire) (Tip: Așezare)                                                       | sat Mătnicu Mare, comuna Constantin Daicoviciu         |                                 |                         |            |                                               | Încărcați imagine | Raportați eroare |
| 51902.01.02                              | Situl arheologic de la Mâtnicu Mare / ansamblu anonim (Categorie: locuire) (Tip: Așezare)                                                       | sat Mătnicu Mare, comuna Constantin Daicoviciu         |                                 |                         |            |                                               | Încărcați imagine | Raportați eroare |
| 53283.08.01                              | Așezarea eneolitică de la Mehadia- Podul Tăinii / ansamblu anonim (Categorie: locuire) (Tip: Așezare)                                           | sat Mehadia, comuna Mehadia                            | Podul Tăinii                    | Sălcuța                 |            |                                               | Încărcați imagine | Raportați eroare |
| 53283.09.01                              | Fortificația medievală de la Mehadia - Șanțul Mic / ansamblu anonim (Categorie: fortificație) (Tip: Fortificație)                               | sat Mehadia, comuna Mehadia                            | Șanțul Mic                      | sec. XV-XVI             |            |                                               | Încărcați imagine | Raportați eroare |
| 53336.02.01                              | Așezarea Coțofeni de la Mehadica- Cioaca Mică / ansamblu anonim (Categorie: locuire) (Tip: Așezare)                                             | sat Mehadica, comuna Mehadica                          | Cioaca Mică                     | Coțofeni                |            |                                               | Încărcați imagine | Raportați eroare |
| 53336.03.01                              | Așezarea hallstattiană de la Mehadica- Moara lui Lupu / ansamblu anonim (Categorie: locuire) (Tip: Așezare)                                     | sat Mehadica, comuna Mehadica                          | Moara lui Lupu                  |                         |            |                                               | Încărcați imagine | Raportați eroare |
| 54528.01.01                              | Așezarea hallstatiană de la Mercina / ansamblu anonim (Categorie: locuire) (Tip: Așezare)                                                       | sat Mercina, comuna Vărădia                            |                                 |                         |            |                                               | Încărcați imagine | Raportați eroare |
| 51412.01.01                              | Situl arheologic de la Milcoveni- Vână / ansamblu anonim (Categorie: locuire) (Tip: Așezare)                                                    | sat Milcoveni, comuna Berliște                         | Vână                            | Vinča                   |            |                                               | Încărcați imagine | Raportați eroare |
| 51412.01.02                              | Situl arheologic de la Milcoveni- Vână / ansamblu anonim (Categorie: locuire) (Tip: Așezare)                                                    | sat Milcoveni, comuna Berliște                         | Vână                            | Basarabi                |            |                                               | Încărcați imagine | Raportați eroare |
| 51412.02.01                              | Situl arheologic de la Milcoveni- Prâsleaua / ansamblu anonim (Categorie: locuire) (Tip: Așezare)                                               | sat Milcoveni, comuna Berliște                         | Prâsleaua                       | Basarabi                |            |                                               | Încărcați imagine | Raportați eroare |
| 51412.02.02                              | Situl arheologic de la Milcoveni- Prâsleaua / ansamblu anonim (Categorie: locuire) (Tip: Așezare)                                               | sat Milcoveni, comuna Berliște                         | Prâsleaua                       | daco-romană sec. III-IV |            |                                               | Încărcați imagine | Raportați eroare |
| 51412.02.03                              | Situl arheologic de la Milcoveni- Prâsleaua / ansamblu anonim (Categorie: locuire) (Tip: Așezare)                                               | sat Milcoveni, comuna Berliște                         | Prâsleaua                       | sec. VIII-IX            |            |                                               | Încărcați imagine | Raportați eroare |
| 53121.03.01                              | Așezarea Coțofeni de la Moceriș- Blidaru / ansamblu anonim (Categorie: locuire) (Tip: Așezare)                                                  | sat Moceriș, comuna Lăpușnicu Mare                     | Blidaru                         | Coțofeni                |            |                                               | Încărcați imagine | Raportați eroare |
| 51065.08.01                              | Așezarea daco-romană de la Moldova Nouă - În vii / ansamblu anonim (Categorie: locuire) (Tip: așezare)                                          | oraș Moldova Nouă                                      | În vii                          | sec.III-IV              |            |                                               | Încărcați imagine | Raportați eroare |
| 51065.09.01                              | Necropola hallstattiană de la Moldova Nouă- Cariera de Banatite / ansamblu anonim (Categorie: descoperire funerară) (Tip: necropola)            | oraș Moldova Nouă                                      | Cariera de Banatite             |                         |            |                                               | Încărcați imagine | Raportați eroare |
| 51065.10                                 | Tezaurul monetar de la Moldova Nouă- Valea Tisa Potoc / ansamblu anonim (Categorie: descoperire monetară)                                       | oraș Moldova Nouă                                      | Valea Tisa Potoc                |                         |            |                                               | Încărcați imagine | Raportați eroare |
| 51065.11.01                              | Necropola din epoca bronzului de la Moldova Nouă- Canalul Morii / ansamblu anonim (Categorie: descoperire funerară) (Tip: necropola)            | oraș Moldova Nouă                                      | Canalul Morii                   | Vatina                  |            |                                               | Încărcați imagine | Raportați eroare |
| 51065.12.01                              | Așezarea Coțofeni de la Moldova Nouă- Complexul Școlar Industrial / ansamblu anonim (Categorie: locuire) (Tip: Așezare)                         | oraș Moldova Nouă                                      | Complexul Școlar industrial     | Coțofeni                |            |                                               | Încărcați imagine | Raportați eroare |
| 51065.13.01                              | Situl arheologic de la Moldova Nouă- Casa Finanțelor / ansamblu anonim (Categorie: locuire) (Tip: Așezare)                                      | oraș Moldova Nouă                                      | Casa Finanțelor                 | Baden                   |            |                                               | Încărcați imagine | Raportați eroare |
| 51065.13.02                              | Situl arheologic de la Moldova Nouă- Casa Finanțelor / ansamblu anonim (Categorie: locuire) (Tip: necropola)                                    | oraș Moldova Nouă                                      | Casa Finanțelor                 | Baden                   |            |                                               | Încărcați imagine | Raportați eroare |
| 51065.13.03                              | Situl arheologic de la Moldova Nouă- Casa Finanțelor / ansamblu anonim (Categorie: locuire) (Tip: Așezare)                                      | oraș Moldova Nouă                                      | Casa Finanțelor                 | sec. XIX                |            |                                               | Încărcați imagine | Raportați eroare |
| 51065.14.01                              | Tumulii hallstattieni de la Moldova Nouă / ansamblu anonim (Categorie: descoperire funerară) (Tip: Tumuli)                                      | oraș Moldova Nouă                                      |                                 |                         |            |                                               | Încărcați imagine | Raportați eroare |
| 51065.15.01                              | Așezarea Gârla Mare de la Moldova Nouă- La Răscruce / ansamblu anonim (Categorie: locuire) (Tip: Așezare)                                       | oraș Moldova Nouă                                      | La răscruce                     | Gârla Mare              |            |                                               | Încărcați imagine | Raportați eroare |
| 51092.01.01                              | Așezarea daco-romană de la Moldovița / ansamblu anonim (Categorie: locuire) (Tip: Așezare)                                                      | localitate componentă Moldovița, oraș Moldova Nouă     |                                 | sec. III-IV             |            |                                               | Încărcați imagine | Raportați eroare |
| 52151.01.01                              | Movila de epocă necunoscută de la Macoviște - Zăbranul Puchii / ansamblu Moara Căpitanului (Categorie: mormânt tumular) (Tip: Movilă de pământ) | sat Macoviște, comuna Cornea                           | Zăbranul Puchii                 |                         |            |                                               | Încărcați imagine | Raportați eroare |
| 53229.02.01                              | Mina de epocă romană de la Marga / ansamblu anonim (Categorie: exploatare/carieră) (Tip: Mină)                                                  | sat Marga, comuna Marga                                |                                 |                         |            |                                               | Încărcați imagine | Raportați eroare |
| 51074.04.01                              | Așezarea de epocă medievală de la Măcești / ansamblu anonim (Categorie: locuire) (Tip: Așezare)                                                 | localitate componentă Măcești, oraș Moldova Nouă       |                                 | VIII-IX                 |            |                                               | Încărcați imagine | Raportați eroare |
| 53256.02.01                              | Așezarea de epoca romană de la Măureni / ansamblu anonim (Categorie: locuire) (Tip: Așezare)                                                    | sat Măureni, comuna Măureni                            |                                 |                         |            |                                               | Încărcați imagine | Raportați eroare |
| 53283.10.01                              | Așezarea preistorică de la Mehadia - Dealul Șoșdea / ansamblu anonim (Categorie: locuire) (Tip: Așezare)                                        | sat Mehadia, comuna Mehadia                            | Dealul Șoșdea                   |                         |            |                                               | Încărcați imagine | Raportați eroare |
| 53336.04.01                              | Situl arheologic de la Mehadica - Cariera Mehadica / ansamblu anonim (Categorie: exploatare/carieră) (Tip: carieră)                             | sat Mehadica, comuna Mehadica                          | Cariera Mehadica                |                         |            |                                               | Încărcați imagine | Raportați eroare |
| 53336.04.02                              | Situl arheologic de la Mehadica - Cariera Mehadica / ansamblu anonim (Categorie: exploatare/carieră) (Tip: carieră)                             | sat Mehadica, comuna Mehadica                          | Cariera Mehadica                |                         |            |                                               | Încărcați imagine | Raportați eroare |
| 54528.02.01                              | Așezarea daco-romană de la Mercina / ansamblu anonim (Categorie: locuire) (Tip: Așezare)                                                        | sat Mercina, comuna Vărădia                            |                                 | sec. III-IV             |            |                                               | Încărcați imagine | Raportați eroare |
| 51412.03.01                              | Situl arheologic de la Milcoveni - Grădinile din Deal / ansamblu anonim (Categorie: locuire) (Tip: Așezare)                                     | sat Milcoveni, comuna Berliște                         | Grădinile din Deal              | III-IV                  |            |                                               | Încărcați imagine | Raportați eroare |
| 51412.03.02                              | Situl arheologic de la Milcoveni - Grădinile din Deal / ansamblu anonim (Categorie: locuire) (Tip: Așezare)                                     | sat Milcoveni, comuna Berliște                         | Grădinile din Deal              | VIII-IX                 |            |                                               | Încărcați imagine | Raportați eroare |
| 51412.04.01                              | Așezarea de epocă daco-romană de la Milcoveni - Drumul Mare / ansamblu anonim (Categorie: locuire) (Tip: Așezare)                               | sat Milcoveni, comuna Berliște                         | Drumul Mare                     | Sec. III-IV             |            |                                               | Încărcați imagine | Raportați eroare |
| 51412.05.01                              | Așezarea de epocă medievală de la Milcoveni - Bileat / ansamblu anonim (Categorie: locuire) (Tip: Așezare)                                      | sat Milcoveni, comuna Berliște                         | Bileat                          | sec. VIII-IX            |            |                                               | Încărcați imagine | Raportați eroare |
| 51412.06.01                              | Așezarea de epocă medievală de la Milcoveni - Canton / ansamblu anonim (Categorie: locuire) (Tip: Așezare)                                      | sat Milcoveni, comuna Berliște                         | Canton                          | Sec. VIII-IX            |            |                                               | Încărcați imagine | Raportați eroare |
| 51412.07.01                              | Așezarea de epocă medievală de la Milcoveni - Grădinile din Vale / ansamblu anonim (Categorie: locuire) (Tip: Așezare)                          | sat Milcoveni, comuna Berliște                         | Grădinile din Vale              | Sec. VIII-IX            |            |                                               | Încărcați imagine | Raportați eroare |
| 53121.04.01                              | Așezare preistorică de la Moceriș - Peștera Vălee / ansamblu anonim (Categorie: locuire) (Tip: Așezare)                                         | sat Moceriș, comuna Lăpușnicu Mare                     | Peștera Vălee                   |                         |            |                                               | Încărcați imagine | Raportați eroare |
| 53121.05.01                              | Situl arheologic de la Moceriș - Cariera Moceriș / ansamblu anonim (Categorie: exploatare/carieră) (Tip: carieră)                               | sat Moceriș, comuna Lăpușnicu Mare                     | Cariera Moceriș                 |                         |            |                                               | Încărcați imagine | Raportați eroare |
| 53121.05.02                              | Situl arheologic de la Moceriș - Cariera Moceriș / ansamblu anonim (Categorie: exploatare/carieră) (Tip: carieră)                               | sat Moceriș, comuna Lăpușnicu Mare                     | Cariera Moceriș                 |                         |            |                                               | Încărcați imagine | Raportați eroare |
| 51065.16.01                              | Așezarea de epocă romană de la Moldova Nouă / ansamblu anonim (Categorie: locuire) (Tip: Fortificație)                                          | oraș Moldova Nouă                                      |                                 |                         |            |                                               | Încărcați imagine | Raportați eroare |
| 51065.17.01                              | Situl arheologic de la Moldova Nouă - Cânepiște / ansamblu anonim (Categorie: exploatare/carieră) (Tip: Mină)                                   | oraș Moldova Nouă                                      | Cânepiște                       |                         |            |                                               | Încărcați imagine | Raportați eroare |
| 51065.17.02                              | Situl arheologic de la Moldova Nouă - Cânepiște / ansamblu anonim (Categorie: exploatare/carieră) (Tip: Mină)                                   | oraș Moldova Nouă                                      | Cânepiște                       |                         |            |                                               | Încărcați imagine | Raportați eroare |
| 51065.17.03                              | Situl arheologic de la Moldova Nouă - Cânepiște / ansamblu anonim (Categorie: exploatare/carieră) (Tip: Mină)                                   | oraș Moldova Nouă                                      | Cânepiște                       |                         |            |                                               | Încărcați imagine | Raportați eroare |
| 51065.17.04                              | Situl arheologic de la Moldova Nouă - Cânepiște / ansamblu anonim (Categorie: exploatare/carieră) (Tip: Mină)                                   | oraș Moldova Nouă                                      | Cânepiște                       |                         |            |                                               | Încărcați imagine | Raportați eroare |
| 51083.05.01                              | Situl arheologic de la Moldova Veche - Rât / ansamblu anonim (Categorie: locuire) (Tip: Așezare)                                                | localitate componentă Moldova Veche, oraș Moldova Nouă | Rât                             | Starčevo - Criș III-IV  |            |                                               | Încărcați imagine | Raportați eroare |
| 51083.05.02                              | Situl arheologic de la Moldova Veche - Rât / ansamblu anonim (Categorie: locuire) (Tip: Așezare)                                                | localitate componentă Moldova Veche, oraș Moldova Nouă | Rât                             | - D                     |            |                                               | Încărcați imagine | Raportați eroare |
| 51083.05.03                              | Situl arheologic de la Moldova Veche - Rât / ansamblu anonim (Categorie: locuire) (Tip: bordei)                                                 | localitate componentă Moldova Veche, oraș Moldova Nouă | Rât                             | sec. XII-XIII           |            |                                               | Încărcați imagine | Raportați eroare |
| 51083.05.04                              | Situl arheologic de la Moldova Veche - Rât / ansamblu anonim (Categorie: locuire) (Tip: Necropolă)                                              | localitate componentă Moldova Veche, oraș Moldova Nouă | Rât                             | XII-XIII                |            |                                               | Încărcați imagine | Raportați eroare |
| 51083.02.01                              | Situl arheologic de la Moldova Veche - Insula ostrovul Mare / ansamblu anonim (Categorie: locuire) (Tip: Așezare)                               | localitate componentă Moldova Veche, oraș Moldova Nouă | Insula ostrovul Mare            | Starčevo - Criș         |            |                                               | Încărcați imagine | Raportați eroare |
| 51083.02.02                              | Situl arheologic de la Moldova Veche - Insula ostrovul Mare / ansamblu anonim (Categorie: locuire) (Tip: Așezare)                               | localitate componentă Moldova Veche, oraș Moldova Nouă | Insula ostrovul Mare            | Sălcuța - IV            |            |                                               | Încărcați imagine | Raportați eroare |
| 51083.02.03                              | Situl arheologic de la Moldova Veche - Insula ostrovul Mare / ansamblu anonim (Categorie: locuire) (Tip: Așezare)                               | localitate componentă Moldova Veche, oraș Moldova Nouă | Insula ostrovul Mare            | Coțofeni                |            |                                               | Încărcați imagine | Raportați eroare |
| 51083.02.04                              | Situl arheologic de la Moldova Veche - Insula ostrovul Mare / ansamblu anonim (Categorie: locuire) (Tip: Așezare)                               | localitate componentă Moldova Veche, oraș Moldova Nouă | Insula ostrovul Mare            | Vučedol                 |            |                                               | Încărcați imagine | Raportați eroare |
| 51083.02.05                              | Situl arheologic de la Moldova Veche - Insula ostrovul Mare / ansamblu anonim (Categorie: locuire) (Tip: Așezare)                               | localitate componentă Moldova Veche, oraș Moldova Nouă | Insula ostrovul Mare            | Gârla Mare              |            |                                               | Încărcați imagine | Raportați eroare |
| 51083.03.01                              | Tumulul din epoca bronzului de la Moldova Veche - Kalinovăț / ansamblu anonim (Categorie: descoperire funerară) (Tip: tumul funerar)            | localitate componentă Moldova Veche, oraș Moldova Nouă | Kalinovăț                       | Coțofeni                |            |                                               | Încărcați imagine | Raportați eroare |
| 51083.04.01                              | Așezarea Gârla mare de la Moldova veche / ansamblu anonim (Categorie: locuire) (Tip: Așezare)                                                   | localitate componentă Moldova Veche, oraș Moldova Nouă |                                 | Gârla Mare              |            |                                               | Încărcați imagine | Raportați eroare |
| 51083.04.02                              | Așezarea Gârla mare de la Moldova veche / ansamblu anonim (Categorie: locuire) (Tip: Necropolă)                                                 | localitate componentă Moldova Veche, oraș Moldova Nouă |                                 | Gârla Mare              |            |                                               | Încărcați imagine | Raportați eroare |
| 51083.01.01                              | Situl arheologic de la Moldova veche - Spitz / ansamblu anonim (Categorie: locuire) (Tip: Necropolă de incinerație)                             | localitate componentă Moldova Veche, oraș Moldova Nouă | Spitz                           |                         |            |                                               | Încărcați imagine | Raportați eroare |
| 51083.01.02                              | Situl arheologic de la Moldova veche - Spitz / ansamblu anonim (Categorie: locuire) (Tip: Așezare)                                              | localitate componentă Moldova Veche, oraș Moldova Nouă | Spitz                           | Gârla Mare-Žuto Brdo    |            |                                               | Încărcați imagine | Raportați eroare |
| 51083.01.03                              | Situl arheologic de la Moldova veche - Spitz / ansamblu anonim (Categorie: locuire) (Tip: Necropolă)                                            | localitate componentă Moldova Veche, oraș Moldova Nouă | Spitz                           | Gârla Mare-Žuto Brdo    |            |                                               | Încărcați imagine | Raportați eroare |
| 51083.01.04                              | Situl arheologic de la Moldova veche - Spitz / ansamblu anonim (Categorie: locuire) (Tip: Așezare)                                              | localitate componentă Moldova Veche, oraș Moldova Nouă | Spitz                           | Verbicioara             |            |                                               | Încărcați imagine | Raportați eroare |
| 51083.01.05                              | Situl arheologic de la Moldova veche - Spitz / ansamblu anonim (Categorie: locuire) (Tip: Așezare)                                              | localitate componentă Moldova Veche, oraș Moldova Nouă | Spitz                           | sec.VIII                |            |                                               | Încărcați imagine | Raportați eroare |
| 51083.06.01                              | Complexul de tumuli hallstattieni de la Moldova Veche - Groblia / ansamblu anonim (Categorie: mormant tumular) (Tip: complex de tumuli)         | localitate componentă Moldova Veche, oraș Moldova Nouă | Groblia                         |                         |            |                                               | Încărcați imagine | Raportați eroare |
| 51083.07.01                              | Necropola din epoca bronzului de la Moldova Veche - Canalul Morii / ansamblu anonim (Categorie: descoperire funerară) (Tip: necropola)          | localitate componentă Moldova Veche, oraș Moldova Nouă | Canalul Morii                   | Vatina                  |            |                                               | Încărcați imagine | Raportați eroare |
| 51083.08.01                              | Așezarea de epocă medievală de la Moldova Veche / ansamblu anonim (Categorie: locuire) (Tip: Așezare)                                           | localitate componentă Moldova Veche, oraș Moldova Nouă |                                 | sec. VI-VIII            |            |                                               | Încărcați imagine | Raportați eroare |
| 51083.09.01                              | Situl arheologic de la Moldova Veche - Port / ansamblu anonim (Categorie: descoperire funerară) (Tip: Morminte de incinerație)                  | localitate componentă Moldova Veche, oraș Moldova Nouă | Port                            | Gârla Mare-Žuto Brdo    |            |                                               | Încărcați imagine | Raportați eroare |
| 51083.09.02                              | Situl arheologic de la Moldova Veche - Port / ansamblu anonim (Categorie: descoperire funerară) (Tip: Așezare)                                  | localitate componentă Moldova Veche, oraș Moldova Nouă | Port                            |                         |            |                                               | Încărcați imagine | Raportați eroare |
| 51083.10.01                              | Situl arheologic de la Moldova Veche - Sat / ansamblu anonim (Categorie: locuire) (Tip: Așezare)                                                | localitate componentă Moldova Veche, oraș Moldova Nouă | Sat                             |                         |            |                                               | Încărcați imagine | Raportați eroare |
| 51083.10.02                              | Situl arheologic de la Moldova Veche - Sat / ansamblu anonim (Categorie: locuire) (Tip: Așezare)                                                | localitate componentă Moldova Veche, oraș Moldova Nouă | Sat                             |                         |            |                                               | Încărcați imagine | Raportați eroare |
| 51083.10.03                              | Situl arheologic de la Moldova Veche - Sat / ansamblu anonim (Categorie: locuire) (Tip: Așezare)                                                | localitate componentă Moldova Veche, oraș Moldova Nouă | Sat                             |                         |            |                                               | Încărcați imagine | Raportați eroare |
| 51083.11.01                              | Situl arheologic de la Moldova Veche - Vinograda / ansamblu anonim (Categorie: locuire) (Tip: Așezare)                                          | localitate componentă Moldova Veche, oraș Moldova Nouă | Vinograda                       |                         |            |                                               | Încărcați imagine | Raportați eroare |
| 51083.11.02                              | Situl arheologic de la Moldova Veche - Vinograda / ansamblu anonim (Categorie: locuire) (Tip: Așezare)                                          | localitate componentă Moldova Veche, oraș Moldova Nouă | Vinograda                       | Sec. VIII               |            |                                               | Încărcați imagine | Raportați eroare |
| 51083.12.01                              | Așezarea Baden de la Moldova Veche - Grădina Constantinovici Emilian / ansamblu anonim (Categorie: locuire) (Tip: Așezare)                      | localitate componentă Moldova Veche, oraș Moldova Nouă | Grădina Constantinovici Emilian | Baden                   |            |                                               | Încărcați imagine | Raportați eroare |
| 51083.13.01                              | Așezarea Vatina de la Moldova Veche - Casa Finanțelor / ansamblu anonim (Categorie: locuire) (Tip: Așezare)                                     | localitate componentă Moldova Veche, oraș Moldova Nouă | Casa Finanțelor                 | Vatina                  |            |                                               | Încărcați imagine | Raportați eroare |
| 51083.15.01                              | Așezarea Coțofeni de la Moldova Veche - Complexul Școlar Industrial / ansamblu anonim (Categorie: locuire) (Tip: bordei)                        | localitate componentă Moldova Veche, oraș Moldova Nouă | Complexul Școlar Industrial     | Coțofeni                |            |                                               | Încărcați imagine | Raportați eroare |
| 51083.16.01                              | Complexul de tumuli hallstattieni de la Moldova Veche / ansamblu anonim (Categorie: descoperire funerară) (Tip: tumuli de incinerație)          | localitate componentă Moldova Veche, oraș Moldova Nouă |                                 |                         |            |                                               | Încărcați imagine | Raportați eroare |
| 51083.17.01                              | Necropola Hallstattiană de la Moldova Veche - Valea Boșneagului / ansamblu anonim (Categorie: decoperire funerară) (Tip: Morminte)              | localitate componentă Moldova Veche, oraș Moldova Nouă | Valea Boșneagului               |                         |            |                                               | Încărcați imagine | Raportați eroare |
| 51083.18.01                              | Tumulii de epocă necunoscută de la Moldova Veche / ansamblu anonim (Categorie: descoperire funerară) (Tip: Tumuli)                              | localitate componentă Moldova Veche, oraș Moldova Nouă |                                 |                         |            |                                               | Încărcați imagine | Raportați eroare |
| 51083.19.01                              | Așezare de epoca bronzului de la Moldova Veche - La Răscruce / ansamblu anonim (Categorie: locuire) (Tip: Așezare)                              | localitate componentă Moldova Veche, oraș Moldova Nouă | La Răscruce                     | Gârla Mare              |            |                                               | Încărcați imagine | Raportați eroare |
| 51083.20.01                              | Așezare de epoca bronzului de la Moldova Veche / ansamblu anonim (Categorie: locuire) (Tip: Așezare)                                            | localitate componentă Moldova Veche, oraș Moldova Nouă |                                 | Gârla Mare-Žuto Brdo    |            |                                               | Încărcați imagine | Raportați eroare |
| 51083.21.01                              | Așezare de epocă medievală de la Moldova Veche - Ogașul cu spini / ansamblu anonim (Categorie: locuire) (Tip: Așezare)                          | localitate componentă Moldova Veche, oraș Moldova Nouă | Ogașul cu spini                 | sec. XII-XIII           |            |                                               | Încărcați imagine | Raportați eroare |
| 51083.22.01                              | Mănăstirea "Sfinții Arhangheli" de la Moldova Veche - La Mănăstire / ansamblu anonim (Categorie: construcție de cult) (Tip: Mănăstire)          | localitate componentă Moldova Veche, oraș Moldova Nouă | La Mănăstire                    |                         |            |                                               | Încărcați imagine | Raportați eroare |